# Ludwik Wiesiołowski
Ludwik Roman Wiesiołowski herbu Ogończyk (ur. 6 lutego 1854 (lub 1856) w Śremie, zm. 12 maja 1892 w Warszawie) – polski malarz, reprezentant nurtu akademickiego.

## Życiorys
Syn Romana Józefa Wiesiołowskiego i Joanny Ludwiki Landelle-Pelissier. Studia malarstwa rozpoczął w 1872 w warszawskiej Klasie Rysunkowej pod kierunkiem Wojciecha Gersona, w 1874 wyjechał do Petersburga, gdzie kontynuował naukę w Cesarskiej Akademii Sztuk Pięknych. Do jego wykładowców należeli m.in. Wasilij Wierieszczagin, Pawieł Czistiakow i Piotr Szamszin, w trakcie nauki za wybitne osiągnięcia otrzymał cztery srebrne i dwa złote medale. W 1879 ukończył naukę uzyskując tytuł artysty pierwszego stopnia oraz wielki złoty medal za obraz Chrystus i jawnogrzesznica; uzyskał również stypendium umożliwiające mu kontynuację studiów. W 1880 wyjechał na roczny pobyt do Paryża, następnie przeniósł się do Rzymu, gdzie przebywał pięć lat. W 1886 powrócił do Warszawy, gdzie otworzył szkołę malarstwa dla kobiet i ożenił się z Bronisławą Malinowską – portrecistką i malarką kompozycji kwiatowych. 

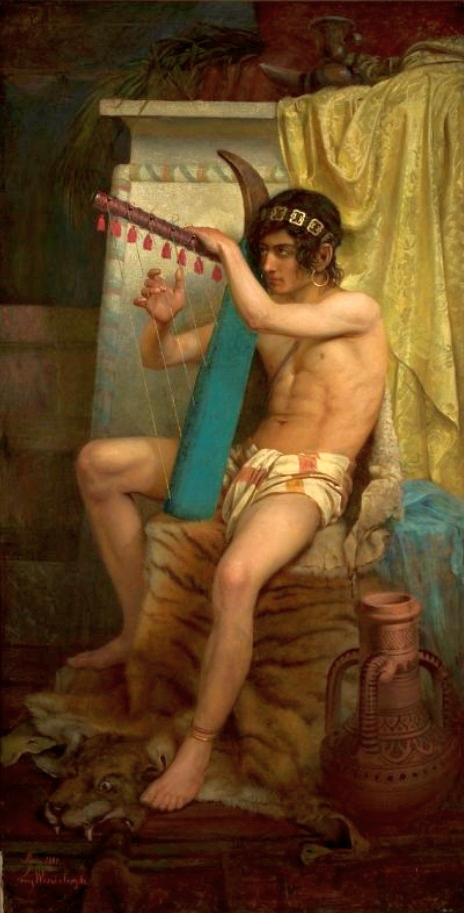
Dawid grający na harfie (1881)

## Twórczość
Był twórcą poprawnych akademickich przedstawień o widocznie teatralnej kompozycji, początkowo wyrażając się w tematyce religijnej. W trakcie pobytu w Rzymie zainteresował się tematyką antyczną, przedstawiając sceny z czasów starożytnego Rzymu. Po powrocie do Warszawy podjął i rodzimą tematykę historyczną (1886), malując m.in. sceny z dziejów Polski w epoce piastowskiej. Ponadto tworzył sceny rodzajowe z życia wsi oraz pejzaże; był również wziętym portrecistą. Prace swe wystawiał m.in. w warszawskim salonie Krywulta.
Do jego najważniejszych prac można zaliczyć: Chrystus i jawnogrzesznica, Columbarium, Dawid grający na harfie, Ofiary Tyberiusza, Wyspa syren, Maskarada, Przy pieleniu, Protektorowie sztuki, W ogrodzie.